# José Francisco de Azevedo e Silva

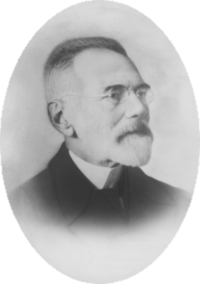
Azevedo e Silva

José Francisco de Azevedo e Silva (Loulé, 25 de Novembro de 1858 — Lisboa, 28 de Janeiro de 1936), mais conhecido por Azevedo e Silva, foi um advogado especializado em direito comercial, magistrado e político republicano.

## Biografia
Nascido em Loulé, fez os seus estudos secundários em Lisboa, cidade onde fundou em 1879 o jornal "A Tribuna do Povo", de tendências republicanas. No ano seguinte matriculou-se no curso de Direito da Faculdade de Direito da Universidade de Coimbra, cidade onde em 1880 fundou o primeiro grupo de estudantes republicanos.
Fundou e dirigiu em Coimbra o periódico "Evolução", em cujas páginas prosseguiu a propaganda dos ideais democráticos e republicanos. Os artigos que publicou levara a que nos anos de 1882 e 1883 fosse riscado do rol de alunos da Universidade, onde só foi readmitido depois do protesto dos estudantes.
Enquanto estudante em Coimbra pertenceu ao grupo do Lusitano, tertúlia empenhada na defesa dos ideais positivistas a que pertenciam, entre outros, João Arroio, Pinto de Mesquita, João Pinto Rodrigues dos Santos, Dinis Moreira da Mota, Aristides Moreira da Mota, Henriques da Silva e Manuel Ramos.
Terminado o curso, em 1884 fixou-se em Lisboa, onde abriu banca de advogado, dedicando-se essencialmente a questões de Direito Comercial. Em 1885 fundou então o periódico "A Era Nova", que dirigiu.
Desenvolveu uma carreira de sucesso na advocacia, mantendo sempre uma estreita ligação ao movimento republicano, sendo em 1891 eleito membro do directório do Partido Republicano Português, sendo um dos signatários do programa partidário publicado naquele ano. Em 1897 fundou o Grupo Republicano de Estudos Sociais, de que foi um entusiástico membro, colaborando assiduamente na Revista Republicana.
Em 1897 e em 1898 voltou a ser eleito para o directório do Partido Republicano Português, então presidido por Basílio Teles e integrando Duarte Leite e Veríssimo de Almeida. Naquelas funções, desenvolveu importante actividade organizativa durante o período de preparação da Revolta de 31 de Janeiro.
Em 1905 fundou e dirigiu a "Revista de Direito". 